# Shādābād-e Soflá
Shādābād-e Soflá (persiska: شاد آباد سفلی) är en ort i Iran.   Den ligger i provinsen Kermanshah, i den nordvästra delen av landet, 400 km väster om huvudstaden Teheran. Shādābād-e Soflá ligger 1 408 meter över havet och antalet invånare är 321.
Terrängen runt Shādābād-e Soflá är varierad. Runt Shādābād-e Soflá är det ganska tätbefolkat, med 58 invånare per kvadratkilometer. Närmaste större samhälle är Harsīn, 12,2 km söder om Shādābād-e Soflá. Omgivningarna runt Shādābād-e Soflá är i huvudsak ett öppet busklandskap.